# East Sheen
East Sheen est un quartier de Londres. Il est situé dans l'ouest de la ville et dépend administrativement du borough du Richmond upon Thames.

## Personnalités

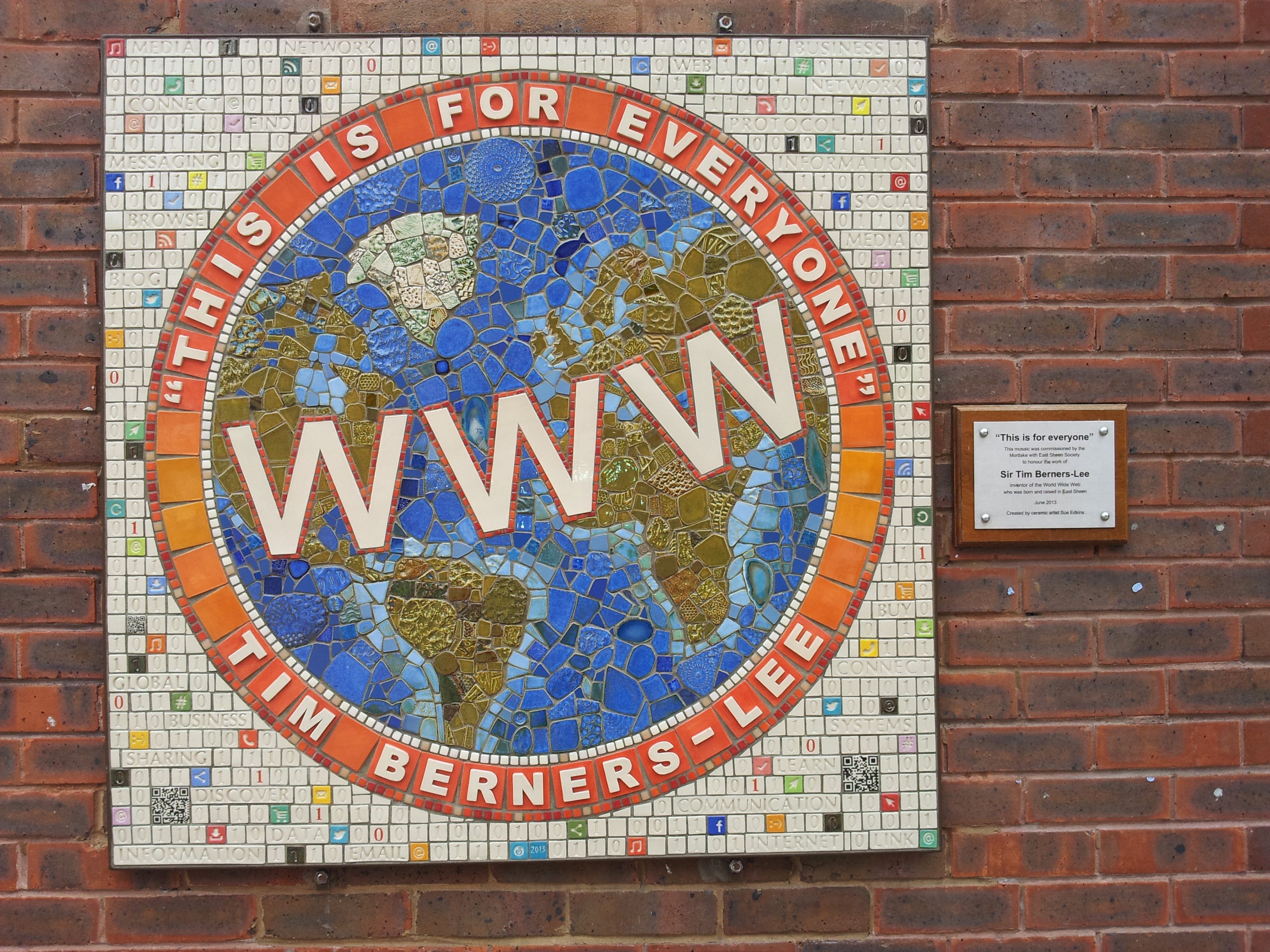
Mosaïque par Sue Edkins hors la bibliothèque de East Sheen commémorant Tim Berners-Lee.

- Sir Tim Berners-Lee, scientifique et créateur du World Wide Web, a grandi à East Sheen.